# Donje Selo (Konjic, BiH)
Donje Selo je naseljeno mjesto u općini Konjic, Federacija Bosne i Hercegovine, BiH.

## Stanovništvo

### 1991.
Nacionalni sastav stanovništva 1991. godine, bio je sljedeći:
ukupno: 344
- Srbi – 262
- Hrvati – 76
- Jugoslaveni – 35
- ostali, neopredijeljeni i nepoznato – 3

### 2013.
Nacionalni sastav stanovništva 2013. godine, bio je sljedeći:
ukupno: 202
- Bošnjaci – 177
- Srbi – 14
- Hrvati – 11

## Vanjske poveznice
- Karta